# علی میرفطروس
علی میرفِطروس نویسنده و مورخ ایرانی ساکن در کشور فرانسه است. او در دانشگاه ملی ایران حقوق خواند و تحصیلات عالیه خود را در دانشگاه سوربن پاریس دنبال کرده است. وی به دلیل نظریات و دیدگاه‌های سیاسی خود دربارهٔ وقایع تاریخ معاصر ایران شناخته می‌شود.

## اوایل زندگی
علی میرفطروس در سال ۱۳۲۹ و در خانواده‌ای فرهنگی در شهرستان لنگرود به دنیا آمد. او تحصیلات ابتدایی و متوسطهٔ خود را در دبستان کوروش و دبیرستان داریوش لنگرود گذراند و در آزمون سراسری دانشگاه‌های پهلوی شیراز (۱۳۴۶)، دانشگاه تبریز (۱۳۴۸) و دانشکدهٔ ادبیات تهران (۱۳۵۴) پذیرفته شد و سرانجام در سال ۱۳۵۶، در تهران رشتهٔ حقوق قضائی را در دانشگاه ملی ایران به پایان رساند. او در سال ۱۳۴۹ با سردبیری و انتشار نشریهٔ دانشجویی سهند (در دانشگاه تبریز) در جنبش دانشجویی ایران معروف گردید. تحصیلات عالیه را در «دانشکده مطالعات عالی» دانشگاه سوربن پاریس ادامه داد. او در سال ۱۹۹۲ توسط احسان یارشاطر به یکی از برجسته‌ترین ایران‌شناسان فرانسوی، یعنی «ژان کالمار» (Jean Calmard) معرفی شد و دورهٔ پیش دکتری (D.E.A) خود را با همین استاد در مدرسهٔ مطالعات عالیه دانشگاه سوربن گذراند. موضوع رسالهٔ او «کتاب‌شناسی و نقد منابع جنبش حروفیان» بود که به زبان فرانسوی منتشر شده است. در ادامه و تکمیل رسالهٔ فوق، موضوع رسالهٔ دکترایش با نام «جنبش‌های اجتماعی ایران در قرن‌های ۱۶–۱۵ میلادی: جنبش حروفیان و نهضت پسیخانیان» از سوی ژان کالمار تأیید شد و میرفطروس در رشتهٔ دکترای مطالعات عالیه دانشگاه سوربن در سال ۱۹۹۵ میلادی ثبت‌نام کرد. ولی این رساله فرصت دفاع نیافت؛ اما به فارسی بخشی از این رسالهٔ دکترا، با نام «عمادالدین نسیمی؛ شاعر حروفی» در ۲۲۰ صفحه منتشر شده است.

## عقاید و نوشتارها
محور اصلی کتاب‌های میرفطروس، آسیب‌شناسی جامعهٔ ایران و شناخت علل عدم رشد جامعهٔ مدنی یا موانع عدم توسعه در ایران است. میرفطروس از نخستین روشنفکران و پژوهشگرانی بود که به نقد «اسلام سیاسی» و «روشنفکری دینی» پرداخت و ضمن بررسی عقاید سید روح‌الله خمینی، علی شریعتی و امثال آن‌ها و مقایسهٔ تطبیقی عقاید آنان با ایدئولوژی‌های توتالیتر (فاشیسم و استالینیسم) نسبت به بازتولید اندیشه‌های خردگریز و تجدّدستیر در ایران هشدار داد. او پیش از انقلاب اسلامی و در سال ۱۳۵۶ در دو جلد کتاب مقدمه‌ای در اسلام‌شناسی، به بررسی واقعیت‌های تاریخ اسلام و رد باورهای غیر علمی آن پرداخت.
شجاع‌الدین شفا در جمعی از صاحب‌نظران و دوستداران فرهنگ ایران در مادرید، در اشاره به کتاب تولدی دیگر گفت که در تألیف آن کتاب از نخستین کوشش‌های علی میرفطروس دربارهٔ اسلام و اسلام‌شناسی استفاده کرده است. میرفطروس هجوم ایل‌ها و قبایل متعدد به ایران و حکومت ۹۵۰ ساله آن‌ها و نیز سلطهٔ استبداد مذهبی را از علل اصلی عقب‌ماندگی ایران می‌داند.  در واقع، برخلاف آرامش دوستدار، علی میرفطروس نه باورمند به «امتناع تفکر» بلکه به «انقطاع تفکر در تاریخ ایران» معتقد است.
علی میرفطروس در عرصهٔ پژوهش‌های تاریخی، به نکات واژگان و مفاهیم عرفانی–اسلامی هم توجه دارد. او در بحث «شکل‌شناسی» یا «نکاتی در شناخت جنبش‌های اجتماعی در ایران» (۱۹۹۰) معتقداست:
«شرایط دشوار مذهبی و سلطهٔ شریعت‌مداران بر اهرم‌های قدرت سیاسی و فرهنگی، باعث می‌شد تا متفکران آزاداندیش و رهبران جنبش‌های مترقی، عقاید اصلی خود را در لفافه یا نقابی از واژه‌ها و مفاهیم عرفانی–اسلامی پنهان کنند. از این گذشته، در شرایط سیاسی-فرهنگی قرون وسطی، وجود احزاب مترقی و مکتب‌های مادی ناشناخته بود و هرگونه ارتداد یا الحادی به شکل «رَفض دینی» تجلی می‌کرد. به‌عبارت دیگر: در دوره‌ای که مردم جز دین و الهیات باورهای دیگری نمی‌شناختند، استفاده رهبران و متفکران آزاداندیش از لفافهٔ مذهبی را باید اولاً ضرورتی برای مصون ماندن از تکفیر و تعقیب شریعت‌مداران و ثانیاً وسیله‌ای برای کسب پایگاه اجتماعی آنان دانست.»
در بررسی رویدادهای مهم تاریخ معاصر ایران، میرفطروس معتقد است: «تاریخ ایران و خصوصاً تاریخ معاصر ایران، دستخوش تنگ نظری‌های سیاسی و تفسیرهای ایدئولوژیک بوده است. به‌عبارت دیگر: در میهن ما تاریخ، همواره چماق سیاستمداران در سرکوب مخالفان بوده نه چراغ آگاهی و تقویت همبستگی‌های ملی‌مان. هم از این‌روست که به تعداد ایدئولوژی‌ها و احزاب سیاسی متفاوت، ما تاریخ و روایت‌های متفاوت تاریخی داریم». او معتقد است:
«برای داشتن یک جامعهٔ مدنی، ابتدا باید یک تاریخ ملی و مشترک داشته باشیم؛ زیرا که جامعهٔ مدنی در واقع یک سقف مشترک و ملی یا توافق ملی است. از جمله بر روی تاریخ و شخصیت‌ها و رویدادهای بزرگ تاریخی. به‌عبارت دیگر: جامعهٔ مدنی، سقفی‌است از اندیشه‌ها و ایدئولوژی‌های مختلف که در آن هیچ‌کس مدعی داشتن «حقیقت مطلق» نیست؛ بنابراین جامعهٔ مدنی، نوعی وفاق ملی است بر روی دسته‌ای از ارزش‌های عام از جمله ملیت، میهن، تاریخ و فرهنگ ملی. هم از این‌روست که برای داشتن یک جامعهٔ مدنی، ابتدا باید یک جامعهٔ ملی داشته باشیم.»

## کتاب آسیب‌شناسی یک شکست
علی میرفطروس به علت انتشار یکی از آثار خود پیرامون کارنامهٔ محمد مصدق با نام آسیب‌شناسی یک شکست، مشهورتر و البته به نقد کشیده شد. اثری که به گفتگوهای بسیاری میان مخالفان و موافقانش دامن زد. او در مقدمه کتاب آسیب‌شناسی یک شکست می‌نویسد:
«ما میراث‌خوار یک تاریخ عصبی و عصبانی هستیم و چه بسا که حال و آینده را فدای این عصبیت ویران‌ساز کرده‌ایم. تاریخ اجتماعی و سیاسی ایران عموماً بازتاب این عصبیت‌ها و عصبانیت‌ها است.»

محمد امینی کتاب سوداگری با تاریخ را در پاسخ به این کتاب نوشته است. سپس حسن اعتمادی نیز به کتاب محمد امینی پاسخ داد. میرفطروس نیز در مقالهٔ «یک کلمه با مدعی» و «سخنی با نویسندهٔ طناز، مهشید امیرشاهی» به بررسی و پاسخ به این انتقادها پرداخته است.

## فعالیت‌های سیاسی
فعالیت‌های سیاسی میرفطروس از سال ۱۳۴۹ در دانشگاه تبریز و با انتشار جنگ سهند با گرایش‌های چپ شروع شد.

### زندان در دوره پهلوی
او به دلیل انتشار این جنگ از دانشگاه تبریز اخراج و به خدمت سربازی اعزام شد. او بعد از مدتی به دلیل فعالیت‌های چپ گرایانه‌اش به سه سال زندان محکوم شد که مدتی از آن را در زندان کرمان به همراه حسن ضیاظریفی گذراند. او پس از آزادی از زندان وارد دانشکدهٔ حقوق دانشگاه ملی شد و در مقطع لیسانس از این دانشگاه فارغ‌التحصیل شد.

### رفراندم
علی میرفطروس از پیشگامان طرح رفراندوم (همه‌پرسی) برای عبور مسالمت‌آمیز از نظام جمهوری اسلامی به حکومتی بر اساس خواست و ارادهٔ مردم ایران است. او در مقالات و یادداشت‌های مختلف به این ضرورت سیاسی اشاره کرده است. از جمله او در بهمن ماه ۱۳۸۳ در مصاحبه‌ای جنبش رفراندم را «ارکستر بزرگ ملی» نامید. در ۵ خرداد ۱۳۹۵ نیز در یادداشت «حسن روحانی و تقاضای انجام رفراندوم» نیز به این مسئله پرداخته است.

### حمله نظامی به رژیم ایران
میرفطروس در اوج سرکوب جنبش سبز و اعتراض به جنگ‌طلبی‌های محمود احمدی‌نژاد، در ۸ نوامبر ۲۰۱۰ (برابر با ۱۷ آبان ماه ۱۳۸۹) در نامه‌ای به سناتور ایالت کارولینای جنوبی، لیندسی گراهام، از حملهٔ نظامی به رژیم ایران پشتیبانی کرد. او در بخشی از نامهٔ خود با فرنام «چرا با حملهٔ نظامی به رژیم ایران موافق هستم؟» چنین نوشت:
هر حمله‌ای که پایگاه‌ها و ستادهای سرکوب رژیم ایران را به قول شما اخته کند، باعث رضایت و شادمانی مردم ایران خواهد بود و به آنان فرصت خواهد داد تا بدون ترس از سرکوب پاسداران رژیم، به خیابان‌ها ریخته و خود به حیات این رژیم فاشیستی نقطهٔ پایان بگذارند.
به دنبال این نامه ابوالقاسم صمدانی رئیس دانشگاه جهانی آمریکا دکترای افتخاری وی را پس گرفت. میرفطروس نیز چنین واکنش نشان داد: «این‌گونه اقدامات ساخته و پرداختهٔ عوامل جمهوری اسلامی یا «مأموران معذور» است… من، تاکنون، هیچ‌گاه و در هیچ مراسم دانشگاهی و غیردانشگاهی، آقای ابوالقاسم صمدانی را ندیده‌ام و لذا پس از آگاهی از وابستگی‌های این فرد، طبق نامه‌های موجود، «دکترای افتخاری» مزبور را پس فرستاده‌ام و نیز خواهش‌ها و درخواست‌های مکرر آقای صمدانی برای سرپرستی بخش ایرانشناسی آن دانشگاه را رد کرده‌ام.

### دیدار با نماینده اسرائیل
در ۲۶ اکتبر ۲۰۱۲ میلادی، غلامعلی بیگدلی، دکترای حقوق از دانشگاه تولوز در فرانسه، در مقاله‌ای با عنوان «آسیب‌شناسی شکست‌های میرفطروس» از ملاقات پنهانی علی میرفطروس با نمایندگان اسرائیل پرده برداشت. این ملاقات در سال ۲۰۰۹ میلادی درست یک سال پیش از ارسال نامهٔ علی میرفطروس به سناتور گراهام آمریکایی و درخواست حمله نظامی به ایران انجام شده بود. علی بیگدلی در مقالهٔ خود به منبع افشای این اطلاعات که یکی از افسران پیشین اطلاعاتی در ارتش شاهنشاهی به نام «فرامرز دادرس» و کارشناس اطلاعاتی و نظامی در فرانسه بوده اشاره می‌کند. میرفطروس پس از افشا شدن این ملاقات، با انتشار نامه‌ای در سایت شخصی خود به ارائه توضیح در مورد این ملاقات پنهانی پرداخت. به‌دنبال این ادعاها، آقای هومر آبراهامیان از این دو فرد دعوت کرد تا در یک مناظرهٔ تلویزیونی به پرسش‌های موجود پاسخ دهند؛ ولی هر دو از شرکت دراین مناظرهٔ پرهیز کردند.
علی میرفطروس در تارنمای خود نوشت: «دو سال پیش، در دعوت و دیداری ناخواسته با نمایندگانی از دولت اسرائیل، به آنان گفتم: من یک پژوهشگر تاریخم و لذا نمی‌دانم که شما چرا در مسئلهٔ ایران، که یک مسئلهٔ حساس سیاسی است به من مراجعه کرده‌اید؟ گفتند: ما با ایرانی‌های متعددی (از جمهوری‌خواه تا سلطنت‌طلب) گفتگو کرده‌ایم، اما هر یک به جای ارائهٔ «راه حل» بیشتر به نفی و انکار یکدیگر پرداختند یا «مماشات با رژیم جمهوری اسلامی» را توصیه کرده‌اند. از این رو به شما مراجعه کرده‌ایم تا از دیدگاه‌های شما نیز آگاه شویم.
چندی بعد، مضمون آن ملاقات توسط امیراصلان افشار، به اطلاع آقای مئیر عزری، سفیر سابق اسرائیل در ایران رسید که عزری نیز ضمن تأیید عدم وجود طرح یا برنامه‌ای برای حملهٔ نظامی به ایران توسط دولت اسرائیل گفت: «در آینده اگر برنامه‌ای در کار باشد، عملیاتی خواهد بود که مسلماً به نفع ملت بزرگ ایران و رهایی آنان از شر جمهوری اسلامی است».

## آثار
- جنبش حروفیه و نهضت پسیخانیان (۱۹۷۸)
- مقدمه‌ای در اسلام‌شناسی (۱۹۷۸)
- حلاج (۱۹۷۹)
- ملاحظاتی در تاریخ ایران (۱۹۸۸)[۲۱]
- عمادالدین نسیمی، شاعر و متفکّر حروفی (۱۹۹۲)[۲۲]
- دیدگاه‌ها (۱۹۹۳)[۲۳]
- گفتگوها (۱۹۹۸)[۲۴]
- رو در رو با تاریخ (۱۹۹۹)[۲۵]
- هفت گفتار (۲۰۰۱)
- برخی منظره‌ها و مناظره‌های فکری در ایران امروز (۲۰۰۴)[۲۶]
- تاریخ در ادبیات (۲۰۰۶)[۲۷]
- دکتر محمد مصدق؛ آسیب‌شناسی یک شکست (۲۰۰۸)[۲۸]
- خاطرات امیراصلان افشار، آخرین رئیس تشریفات محمدرضاشاه پهلوی (۲۰۱۲)[۲۹]

علاوه بر این‌ها، رسالهٔ دانشگاهی میرفطروس به زبان فرانسوی منتشر شده و کتاب ملاحظاتی در تاریخ ایران او نیز به کوشش محمدرضا صفایی به زبان دانمارکی انتشار یافته است. ترجمهٔ انگلیسی کتاب آسیب‌شناسی یک شکست نیز در دست انتشار است. همچنین سال‌ها پیش نوار کاست و سی‌دی آوازهای تبعیدی با صدای او انتشار یافته است.
کتاب‌های جدید میرفطروس به نام‌های نگاهی نو به جنبش بابک خرّمدین (دربارهٔ بابک خرمدین)، نگاه‌ها و نظرها، بیداری‌ها و بیقراری‌ها (مجموعهٔ نامه‌ها) و حلاج (با ویرایش جدید، الحاقات و اضافات فراوان) در آینده منتشر می‌شوند.